# The Man Who Shot Chinatown – Der Kameramann John A. Alonzo
The Man Who Shot Chinatown – Der Kameramann John A. Alonzo ist eine biographische Dokumentation des Regisseurs Axel Schill aus dem Jahr 2007 über den US-amerikanischen Kameramann John A. Alonzo (1934–2001). Alonzo, der als erster Amerikaner mexikanischer Abstammung Mitte der 1960er Jahre in die American Society of Cinematographers (A.S.C.), die Gewerkschaft der Kameramänner in Hollywood aufgenommen wurde, gilt als einer der Pioniere in der High-Definition-Kinematografie.

## Handlung
Der Dokumentarfilm zeichnet das Leben des Kameramanns nach, der als einer der maßgeblichen Bildgestalter des New Hollywood gilt und der mit Filmklassikern wie Harold und Maude, Fluchtpunkt San Francisco (engl. Vanishing Point), Chinatown, Scarface und vielen anderen seine außerordentliche künstlerische Vielfalt unter Beweis gestellt hat. Die Dokumentation stellt seine Anfänge in Dallas, Texas, dar, wo er sich mit ersten Rassendiskriminierungen auseinandersetzen musste. In Interviews mit Kollegen und Weggefährten wird Alonzos Aufstieg nach der High School von der Putzkraft bei einem Fernsehsender zum Schauspieler und Kameramann (Director of Photography) nachvollziehbar. Es gibt zahlreiche Interviews mit Schauspielern wie Richard Dreyfuss und Sally Field.
Fasziniert von der Arbeit mit der Kamera entwickelte Alonzo in den 1960er Jahren durch seine Arbeit in der aufkommenden Welt der Dokumentation eine schnelle und effektive Arbeitsweise, die ihn zu einem der besten „Hand-Held“-Kameramänner werden ließ. Der Kritiker Roger Ebert kommt ebenso zu Wort wie der Kamera-Kollege Haskell Wexler. Im Gespräch mit seinem Freund Frank Sinatra Jr. spiegelt sich auch das Privatleben Alonzos, die Trennung von seiner ersten Frau und der Bruch mit den drei Töchtern.
Im Gespräch mit den Regisseuren Mike Figgis, John McNaughton, William Friedkin und Michael Crichton geht es auch um den ersten High-Definition-Fernsehfilm in der Geschichte des amerikanischen Fernsehens, „World War II – When Lions Roared“.

## Ausstrahlung

### Filmfestivals
- Los Angeles Filmfestival 2007 (Weltpremiere) (USA)
- Münchner Filmfest 2007 (Deutschlandpremiere) (Deutschland)
- Cambridge Filmfestival 2007 (Großbritannien)
- Tacoma, Seattle 2007 (USA)
- PlusCamerImage 2007, Lodz (Polen)
- Festival Del Cine, Guadalajara, 2008 (Mexico)
- Bradford Filmfestival, 2008 (Großbritannien)
- Vistas Latino Filmfestival, Dallas 2009 (USA)
- EBS International Documentary Festival, Seoul 2010 (Südkorea)

### Kinoauswertung
- Deutschland
- Schweiz
- USA (vereinzelt)

### Fernsehausstrahlungen
In Deutschland, Ungarn, Griechenland, Finnland, Südkorea, Kanada (British Columbia), Südamerika (HBO Latin) und Brasilien.